# Stranger Things (2.ª temporada)
A segunda temporada de Stranger Things foi anunciada pela Netflix em 31 de agosto de 2016. Matt Duffer e Ross Duffer continuam como showrunners e produtores executivos juntamente com Shawn Levy, Dan Cohen e Iain Paterson. 
A segunda temporada estreou em 27 de outubro de 2017, estrelada por Winona Ryder, David Harbour, Finn Wolfhard, Millie Bobby Brown, Gaten Matarazzo, Caleb McLaughlin, Noah Schnapp, Sadie Sink, Natalia Dyer, Charlie Heaton, Joe Keery, Dacre Montgomery, Cara Buono, Sean Astin e Paul Reiser, com Matthew Modine, Aimee Mullins, Amy Semmetz, Linnea Berthelsen, Brett Gelman e Priah Ferguson em papéis recorrentes. A temporada recebeu críticas altamente positivas, principalmente por sua história, desenvolvimento dos personagens, valores de produção, efeitos visuais, performances (particularmente as de Harbour, Brown, Schnapp, Keery e Astin) e tom mais sombrio em comparação à temporada anterior, mas criticou o enredo de Lost Sister, o sétimo episódio da temporada.

## Sinopse
No outono de 1984, um ano após seu desaparecimento, Will Byers se torna alvo do Mundo Invertido quando uma grande entidade com tentáculos chamada "Devorador de Mentes" o possui e "cães Demogorgon" ou "Demodogs" aterrorizam os cidadãos de Hawkins. A família e os amigos de Will, juntamente com Jim Hopper, Nancy, a irmã de Mike, Steve Harrington, o novato californiano Max Mayfield e a desaparecida Eleven, precisam unir forças para conter a ameaça.

## Elenco e personagens

### Principal
- Winona Ryder como Joyce Byers
- David Harbour como James 'Jim' Hopper Jr.
- Finn Wolfhard como Michael 'Mike' Wheeler
- Millie Bobby Brown como Jane Hopper / Onze
- Gaten Matarazzo como Dustin Henderson
- Caleb McLaughlin como Lucas Sinclair
- Noah Schnapp como William 'Will' Byers
- Sadie Sink como Maxine 'Max' Mayfield
- Natalia Dyer como Nancy Wheeler
- Charlie Heaton como Jonathan Byers
- Joe Keery como Steve Harrington
- Dacre Montgomery como William 'Billy' Hargrove
- Cara Buono como Karen Wheeler
- Sean Astin como Bob Newby
- Paul Reiser como Dr. Sam Owens

### Recorrente
- Joe Chrest como Ted Wheeler
- Catherine Curtin como Claudia Henderson
- Brett Gelman como Murray Bauman
- Randy Havens como Scott Clarke
- Aimee Mullins como Terry Ives

### Convidado
- Linnea Berthelsen como Kali Prasad / Oito
- Kai L. Greene como Funshine
- James Landry Hébert como Axel
- Anna Jacoby-Heron como Dottie
- Gabrielle Maiden como Mick
- Rob Morgan como Calvin Powell
- John Reynolds como Phil Callahan
- Chelsea Talmadge como Carol Perkins
- Shannon Purser como Barbara 'Barb' Holland
- Chester Rushing como Tommy Hagan
- Matthew Modine como Dr. Martin Brenner
- Pruitt Taylor Vince como Ray
- Amy Seimetz como Becky Ives
- Will Chase como Neil Hargrove

## Produção

### Desenvolvimento
Com o sucesso de crítica e audiência de Stranger Things após o lançamento da primeira temporada em julho de 2016, surgiram especulações sobre uma possível segunda temporada. Os irmãos Duffer inicialmente pretendiam que Stranger Things fosse uma minissérie independente ou uma série antológica. Eles também consideraram a possibilidade de ambientar uma potencial segunda temporada (à qual se referiram como uma "sequência") no início da década de 1990, apresentando uma versão mais antiga dos personagens, juntamente com personagens totalmente novos, que são atraídos de volta para Hawkins após eventos sobrenaturais recomeçarem.
No entanto, após o lançamento da primeira temporada, eles perceberam que a simpatia dos personagens - especialmente das crianças - era a chave para o sucesso da série, e decidiram definir a segunda temporada em 1984 e focar nos mesmos personagens. No final de julho, os irmãos Duffer delinearam um plano para tal temporada se fosse aprovada, e o CEO da Netflix, Reed Hastings, disse no início de agosto que a empresa "seria idiota se não" renovasse Stranger Things para uma segunda temporada. Em 31 de agosto de 2016, a Netflix anunciou que havia renovado Stranger Things para uma segunda temporada de nove episódios, a ser lançada em 2017. Os irmãos Duffer revelaram que a série havia sido renovada para uma segunda temporada antes do lançamento da primeira. Sobre a decisão de esperar mais de um mês após o lançamento da primeira temporada para anunciar a renovação, Matt Duffer disse: "Acabou dando certo porque a série já estava em alta. Acho que era isso que [a Netflix] pretendia fazer o tempo todo."

### Escrita
O sucesso da primeira temporada levou os Duffers a deixarem a equipe de roteiristas propor qualquer ideia que pudessem ter, em um desespero por maneiras de expandir a série. No entanto, Ross Duffer declarou no WGFestival 2022 que, como os roteiristas propuseram mais ideias do que o necessário, eles foram forçados a abandonar algumas. Várias das ideias não utilizadas para a temporada foram posteriormente incluídas na quinta e última temporada. Os irmãos Duffer escreveram a segunda temporada para fazer com que a primeira e a segunda temporadas combinadas parecessem uma obra completa, mas definiram elementos para prosseguir com temporadas adicionais se fossem aprovadas. Embora a maior parte da história da segunda temporada já tivesse sido decidida antes da estreia da primeira, os irmãos Duffer levaram em conta as reações do público da primeira temporada para ajustar alguns detalhes dentro da segunda temporada. Eles sabiam que não teriam o mesmo elemento de surpresa do público que quando a série fosse exibida novamente e sabiam que os fãs queriam ver certos elementos, mas Ross disse: "...a questão não é dar a todos o que eles acham que querem. Porque eu não acho que eles realmente saibam o que querem."
Os irmãos Duffer sentiram que a segunda temporada deveria ser tratada mais como uma sequência do que como uma continuação e, portanto, optaram por chamar a segunda de Stranger Things 2. Essa abordagem causou certa apreensão na Netflix, já que a empresa achava que sequências de filmes geralmente têm má reputação, mas os irmãos Duffer ressaltaram que houve muitas sequências de sucesso que superaram o filme original e se sentiram confiantes com esse nome. Apesar de revelar os títulos dos episódios da temporada no teaser de anúncio para "fornecer alguma dica de para onde estávamos indo na segunda temporada sem revelar nada", Matt Duffer afirmou que alguns dos títulos mudariam, pois havia algumas coisas "que não queríamos colocar lá porque sentimos que revelaria muito" e porque "as pessoas são espertas na porra da internet" com "vídeos criados por fãs analisando os títulos dos capítulos... acertando em cheio" como os títulos se relacionavam com o enredo da temporada. No início de outubro de 2017, os irmãos Duffer revelaram os títulos finais dos seis primeiros episódios da temporada.

### Elenco
Em outubro de 2016, foi anunciado que Schnapp e Keery foram promovidos ao elenco principal para a segunda temporada, após cada um ter aparecido novamente na primeira temporada, e que Sadie Sink e Dacre Montgomery se juntariam ao elenco principal como Max e Billy, respectivamente. Para conseguir o papel, Sink disse à equipe durante o teste que sabia sobre patins e skate; Sink, na verdade, sabia como fazer o último, mas não o primeiro, refletindo anos depois durante uma aparição no Jimmy Kimmel Live por que ela achava que mentir a ajudaria a conseguir o papel, já que as duas coisas não eram exatamente a mesma coisa que ela pensava. Ryder, Harbour, Wolfhard, Brown, Matarazzo, McLaughlin, Dyer e Heaton também retornam para a temporada. Sean Astin como Bob Newby e Paul Reiser como Sam Owens também fazem parte do elenco principal da temporada. Para Owens, os irmãos Duffer se referiram ao personagem em sua proposta à Netflix para a temporada como "Paul Reiser", e fizeram alusão específica ao personagem de Reiser, Carter J. Burke, em Aliens, com Ross se referindo à escolha de elenco de James Cameron para o filme, dizendo: "[Cameron] achou que as pessoas confiariam inerentemente em [Reiser] e que seria uma reviravolta". O filho de Reiser era fã de Stranger Things e demonstrou ao pai uma admiração precoce pela série, de modo que, quando a produção ligou para seu agente sobre o papel, Reiser ficou animado. Juntando-se a eles em papéis recorrentes estão Linnea Berthelsen como Kali / Eight e Brett Gelman como Murray Bauman.

### Gravações
Na primeira semana de novembro de 2016, começaram as leituras de roteiro da temporada. A temporada foi oficialmente confirmada em produção em 4 de novembro de 2016, por meio de uma publicação nas redes sociais. A publicação foi acompanhada por uma foto de alguns membros do elenco em uma leitura de roteiro.
As filmagens da temporada começaram em 7 de novembro de 2016. Em 14 de novembro de 2016, fotos do elenco no set em Atlanta foram publicadas. Nas fotos, era visto o elenco principal de crianças e adolescentes da temporada anterior, menos Millie Bobby Brown e Natalia Dyer, embora quem parecia ser uma dublê de Nancy estivesse presente. Chelsea Talmadge, que interpreta a personagem recorrente Carol, também estava presente. Nenhum dos novos membros do elenco foi visto, mas os nomes Max e Billy foram vistos nos trailers do elenco, o que implica que os novatos Sadie Sink e Dacre Montgomery estavam presentes naquele dia.
No início de abril, os dois episódios finais começaram a ser filmados, gravando cenas em Woodland, Geórgia, vistas anteriormente na primeira temporada. As filmagens da temporada terminaram oficialmente em 3 de junho de 2017.

## Episódios
| N.º geral | N.º na temp. | Título                                                                                            | Dirigido por        | Escrito por          | Lançamento            |
| --- | ------------ | ------------------------------------------------------------------------------------------------- | ------------------- | -------------------- | --------------------- |
| 9 | 1            | "Chapter One: MADMAX" "(Capítulo Um: Madmax)" (BR)                                                | The Duffer Brothers | The Duffer Brothers  | 27 de outubro de 2017 |
| Quase um ano após os eventos do desaparecimento de Will, uma garota psíquica com uma tatuagem idêntica à de Onze, marcando-a como "008", está trabalhando como parte de uma quadrilha criminosa em Pittsburgh. De volta à Hawkins, Will, Mike, Dustin e Lucas conhecem uma nova garota na escola, Maxine ("Max"), que imediatamente percebe o interesse de Dustin e Lucas, enquanto seu irmão mais velho, Billy, contraria Steve. Mike e Nancy ainda estão lidando com as perdas de Onze e Barb, respectivamente. Will esteve passando por "episódios", alucinações do Mundo Invertido, que apresentam visões de uma enorme criatura com tentáculos. Joyce e Hopper levam Will para ser examinado no laboratório pelo novo cientista, o Dr. Owens. Mais tarde, Hopper vai para uma cabana na floresta, onde mora com Onze, que é revelada ainda estar viva. |              |                                                                                                   |                     |                      |                       |
| 10 | 2            | "Chapter Two: Trick or Treat, Freak" "(Capítulo Dois: Gostosuras ou Travessuras, Aberração)" (BR) | The Duffer Brothers | The Duffer Brothers  | 27 de outubro de 2017 |
| Em flashbacks, Onze consegue escapar do Mundo Invertido, mas é forçada a permanecer escondida na floresta para evitar os agentes do governo. No presente, as crianças se preparam para o Halloween. Onze pergunta se pode sair para pedir doces, mas Hopper insiste em dizer que ela precisa permanecer escondida. Hopper investiga quando as plantações de abóbora de toda a cidade começam a apodrecer. Nancy quer contar para os pais de Barb a verdade sobre a morte dela, mas Steve diz que isso não é uma boa ideia, pois os agentes do governo podem vir atrás deles se eles contarem a verdade para alguém. Então, eles participam de uma festa de Halloween, onde Nancy fica bêbada e magoa Steve, fazendo com que ele vá embora. Jonathan leva Nancy para casa. Mike, Will, Dustin e Lucas saem para pedir doces e, mais tarde, Max se junta a eles. Durante a noite, Will tem outro episódio e conta para Mike sobre suas visões. Mike admite que ainda está tentando entrar em contato com Onze. Onze tenta entrar em contato com Mike usando seus poderes, mas não consegue. Dustin volta para casa depois da noite de Halloween, e encontra uma criatura estranha em sua lata de lixo.                                                                     |              |                                                                                                   |                     |                      |                       |
| 11 | 3            | "Chapter Three: The Pollywog" "(Capítulo Três: O Girino)" (BR)                                    | Shawn Levy          | Justin Doble         | 27 de outubro de 2017 |
| Em flashbacks, Hopper encontra Onze na floresta e transforma a cabine de caça de seu avô em um lugar para ela morar. No presente, o namorado de Joyce, Bob, encoraja Will a enfrentar seus medos. Nancy convence Jonathan a ajudá-la em uma missão para contar a verdade para os pais de Barb. Hopper pede para o Dr. Owens investigar os incidentes de podridão da plantação de abóboras. Dustin tenta aprender mais sobre a estranha criatura que encontrou, um animal pequeno e parecido com uma lesma, que ele dá o nome de D'Artagnan ("Dart") e mostra para seus amigos na escola. Will descreve suas alucinações, e eles concluem que Dart é do Mundo Invertido. Onze sai da cabana para procurar Mike; ela o vê discutindo com Max e acha que os dois estão flertando. Joyce descobre uma imagem da visão de Will na câmera de vídeo que ele estava carregando enquanto pedia doces no Halloween. Dart foge; Will o encontra, o que desencadeia outra alucinação. Will segue o conselho de Bob e confronta o monstro da sombra, mas o monstro enfia um tentáculo dentro de sua garganta. |              |                                                                                                   |                     |                      |                       |
| 12 | 4            | "Chapter Four: Will the Wise" "(Capítulo Quatro: Will, o Sábio)" (BR)                             | Shawn Levy          | Paul Dichter         | 27 de outubro de 2017 |
| Will acorda, para a preocupação de Joyce e seus amigos. Joyce leva Will para casa, mas o encontra agindo de modo estranho, e ele começa a desenhar rabiscos em várias páginas. Joyce chama Hopper para ajudar e, juntos, eles descobrem que os rabiscos se alinham, formando uma grande rede de túneis. Hopper reconhece uma área e sai sem contar para Joyce. Nancy e Jonathan são pegos por agentes de laboratório disfarçados quando tentam entrar em contato com a mãe de Barb. O Dr. Owens lhes mostra o portal para o Mundo Invertido, admite que Barb morreu nele, e que querem impedir que outros governos descubram sobre ele. Quando são liberados, Nancy revela que gravou a confissão de Owens. Lucas tenta se aproximar de Max, mas Billy avisa para Lucas ficar longe. Dustin descobre que Dart fugiu de sua gaiola e devorou seu gato de estimação e que ele é uma versão bebê do monstro Demogorgon. Onze, após discutir com Hopper, encontra a pesquisa dele sobre sua mãe biológica, Terry Ives, e tenta entrar em contato com ela através de seus poderes. Hopper cava um dos campos apodrecidos e encontra um túnel que leva ao Mundo Invertido. |              |                                                                                                   |                     |                      |                       |
| 13 | 5            | "Chapter Five: Dig Dug" "(Capítulo Cinco: Dig Dug)" (BR)                                          | Andrew Stanton      | Jessie Nickson-Lopez | 27 de outubro de 2017 |
| Hopper fica preso nos túneis e desmaia. Will tem uma visão do estado de Hopper, mas Joyce não consegue descobrir seu significado; então, ela recruta Bob para ajudar. Ele identifica que a rede é um mapa da área subterrânea de Hawkins, que é onde Hopper ficou preso. Nancy e Jonathan visitam o teórico da conspiração local, Murray, para conseguir sua ajuda. Murray sabe que o público não aceitará a história como ela realmente é, mas sugere diluir a história para torná-la mais credível, colocar a culpa da morte de Barb nas toxinas do laboratório. Lucas revela em segredo os eventos do ano anterior para Max para ganhar seu respeito, mas ela o rejeita. Dustin prende Dart em seu porão e faz com que Steve o ajude a capturá-lo novamente. Onze parte para encontrar Terry Ives, que é catatônica e está sendo cuidada por sua irmã. Onze consegue se comunicar com Terry, recebendo suas lembranças de quando ela tentou resgatá-la no Laboratório de Hawkins antes de ser sujeita a terapia de choque. Onze descobre que havia outra garota sendo treinada como ela. Joyce, Bob, Will e Mike conseguem resgatar Hopper, embora alguns funcionários do laboratório cheguem e incendeiem os túneis, fazendo com que Will tenha um ataque de agonia. |              |                                                                                                   |                     |                      |                       |
| 14 | 6            | "Chapter Six: The Spy" "(Capítulo Seis: O Espião)" (BR)                                           | Andrew Stanton      | Kate Trefry          | 27 de outubro de 2017 |
| Will é levado ao laboratório e apresenta perda de memória. O Dr. Owens especula que o monstro de sombra é uma espécie de vírus que infectou Will, e que espalhou-se ao seu cérebro; danificar os túneis pode ser prejudicial a Will. Nancy e Jonathan passam a noite na casa de Murray e admitem que se sentem atraídos um pelo outro, então voltam à casa dos Byers e se deparam com os desenhos de Will. Dustin contata Lucas, e os dois, junto com Max e Steve, tentam armar uma armadilha para atrair Dart ao ferro velho. Lá, Max desabafa com Lucas, explicando que a atitude de seu irmão é resultado da separação dos seus pais, e que Billy estava infeliz com a situação. Os quatro encontram Dart mas descobrem que ele é apenas um em um rebanho de outros monstros como ele, e ficam cercados em um ônibus até que o rebanho corre para outro lugar repentinamente. No laboratório, Will descobre uma localização no mapa que os monstros estão tentando evitar. Owens manda um time para investigar, mas é uma armadilha; o time é atacado pelos monstros, que vão, na sequência, para o laboratório. Eles percebem que o monstro manipulou Will para fazer a armadilha.                                                                                   |              |                                                                                                   |                     |                      |                       |
| 15 | 7            | "Chapter Seven: The Lost Sister" "(Capítulo Sete: A Irmã Perdida)" (BR)                           | Rebecca Thomas      | Justin Doble         | 27 de outubro de 2017 |
| Onze vai para Chicago a fim de encontrar a outra garota das memórias de Terry. Lá, Onze encontra Kali, a garota com superpoderes de Pittsburgh, junto com o resto de sua gangue. As duas se reconectam, e Kali mostra a Onze as suas habilidades e como eles se vingam de antigos agentes do laboratório de Hawkins com a ajuda da gangue. Kali ajuda Onze a concentrar seus poderes através de sua raiva. Onze se junta à gangue e eles atacam Ray, o técnico do laboratório que aplicou a terapia de choque a Terry. Ray diz que o Dr Brenner ainda está vivo, ao que Kali tenta convencer Onze a matá-lo, mas Onze se recusa quando descobre que Ray tem filhas. Eles fogem para a base quando a polícia chega, e Kali insiste que Onze vingue-se dos agentes, ou deixe a gangue. Onze tem uma visão de Mike e Hopper em apuros no laboratório, e decide voltar para Hawkins, enquanto Kali e sua gangue fogem da polícia que chega ao seu esconderijo. |              |                                                                                                   |                     |                      |                       |
| 16 | 8            | "Chapter Eight: The Mind Flayer" "(Capítulo Oito: O Devorador de Mentes)" (BR)                    | The Duffer Brothers | The Duffer Brothers  | 27 de outubro de 2017 |
| O rebanho de monstros toma conta do laboratório, matando muitos. Mike convence Joyce a sedar Will, impedindo que as criaturas fiquem sabendo de sua localização. Mike, Will, Joyce, Hopper, Bob e Owens estão presos na sala de segurança do laboratório, e quando a energia elétrica falha, Bob se voluntaria a trocar os disjuntores para que eles possam abrir as portas para escapar. Owens fica no laboratório para guiar o grupo através das câmeras de segurança. Bob é morto pelos monstros enquanto os outros escapam. Eles se reagrupam com Nancy, Jonathan, Steve, Dustin, Lucas e Max, que vieram ao laboratório. O grupo percebe que o monstro de sombras controla o rebanho e que matando-o acabam com sua influência. Eles amarram Will e redecoram o local para que o monstro não saiba onde eles estão. Joyce e Mike conseguem fazer com que Will se comunique com eles em código morse, a mensagem sendo "fechem o portal". De repente, o telefone toca, e o monstro descobre a localização deles. Eles formam uma barricada enquanto o rebanho de monstros se aproxima. |              |                                                                                                   |                     |                      |                       |
| 17 | 9            | "Chapter Nine: The Gate" "(Capítulo Nove: O Portal)" (BR)                                         | The Duffer Brothers | The Duffer Brothers  | 27 de outubro de 2017 |
| Onze chega na casa dos Byers e livra-os do rebanho de monstros. Após uma breve reunião, eles formulam um plano para fechar o portal do mundo invertido. Hopper e Onze vão para o laboratório fechar o portal, enquanto que Jonathan, Nancy, e Joyce exorcizam o monstro que estava em Will aquecendo-o ao extremo. Mike, Dustin, Lucas, Steve e Max planejam entrar nos túneis para atrair o rebanho para longe do laboratório. Steve se recusa a ajudar inicialmente. O pai de Billy manda-o procurar Max, em sua busca ele a encontra com Steve e luta com ele. Eventualmente Max derruba seu irmão, e Steve concorda em ajudá-los. As crianças vão para os túneis realizar seu plano, mas são encurralados por Dart. Dustin acalma Dart por tempo o suficiente para o grupo escapar. Onze descarrega toda sua raiva e consegue fechar o portal, matando todos os monstros. Um mês depois, o laboratório foi fechado, um funeral foi feito para Barb, e Dr. Owens dá a Hopper um certificado de nascimento. Os estudantes vão ao baile de inverno da escola, Onze e Mike se beijam bem como Lucas e Max, sem saber que, no outro mundo, o monstro continua vivo e observa a escola.                                                                                    |              |                                                                                                   |                     |                      |                       |

## Recepção da crítica
No Rotten Tomatoes, a segunda temporada tem uma taxa de aprovação de 94%, com base em 151 avaliações, e uma nota média de 7,8/10. O consenso crítico do site afirma: "A segunda temporada de Stranger Things, de construção lenta, equilibra momentos de humor e uma doçura nostálgica com um terror crescente que se torna ainda mais eficaz graças aos personagens completos e ao tom evocativo da série." No Metacritic, a segunda temporada tem uma pontuação normalizada de 78 de 100, com base em 33 críticos, indicando avaliações "geralmente favoráveis".
Em uma crítica para a Rolling Stone, o jornalista David Fear elogiou o desenvolvimento dos personagens da segunda temporada, chegando a dizer que ele brilhou mais do que a narrativa: "...Quando você chega ao final de John Hughes, no qual o baile de inverno da escola une inúmeras pontas soltas, você percebe que Stranger Things 2 não só estava criando uma história sobre crianças se atrapalhando e encontrando seu caminho para a vida adulta, mas que essas partes parecem mais interessantes do que qualquer travessura do Mundo Invertido e outros... se a segunda temporada tem algo em relação à primeira, é que esses personagens agora parecem menos como se tivessem saído de cenas de E.T. e mais como os verdadeiros adolescentes que estavam na plateia assistindo e sonhando."

Linda Holmes, da National Public Radio, também elogiou o desenvolvimento dos personagens da temporada, dizendo em sua crítica: "Há muito o que agradecer no trabalho dado ao elenco que retorna. Dustin e Lucas têm a oportunidade de serem desenvolvidos um pouco mais — o que é especialmente bem-vindo com Lucas, que não teve muito tempo solo na primeira temporada para demonstrar exatamente qual papel ele desempenha no que Dustin chama de "grupo" composto pelos meninos e Eleven. Talvez a jogada mais inesperadamente bem-sucedida nessa frente, no entanto, seja continuar a desenvolver Steve além de Obstacle Boyfriend, em parte dando a ele algum contato com pessoas além de Nancy para trabalhar." Holmes também expressou apreensão, observando que a estrutura narrativa às vezes copiava o enredo da primeira temporada, mas no geral achou essa iteração agradável, apesar de suas deficiências.